# Droga krajowa nr 131 (Kostaryka)
Droga krajowa nr 131 (hiszp. Ruta Nacional Secundaria 131/Ruta 131) – jedna z dróg krajowych w Kostaryce. Znajduje się ona w prowincjach Alajuela i Puntarenas.

## Opis
W prowincji Alajuela droga krajowa nr 131 przebiega przez kanton San Mateo (przez dystrykty San Mateo de Alajuela, Jesús María i Labrador).
W prowincji Puntarenas droga krajowa nr 131 przebiega przez kanton Esparza (przez dystrykty Esparza, San Juan Grande, Macacona i San Rafael).